# House of Sweden

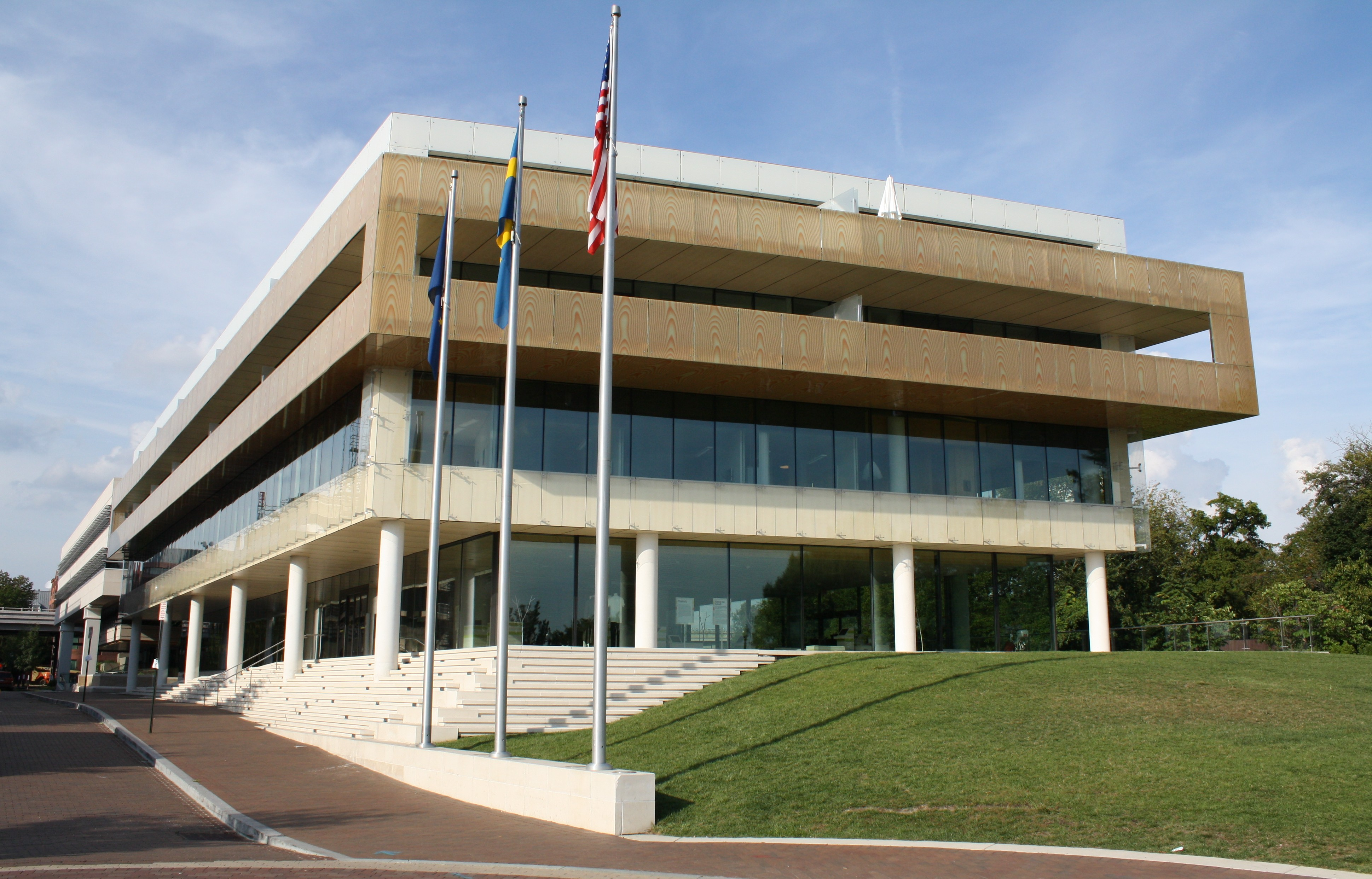
House of Sweden.

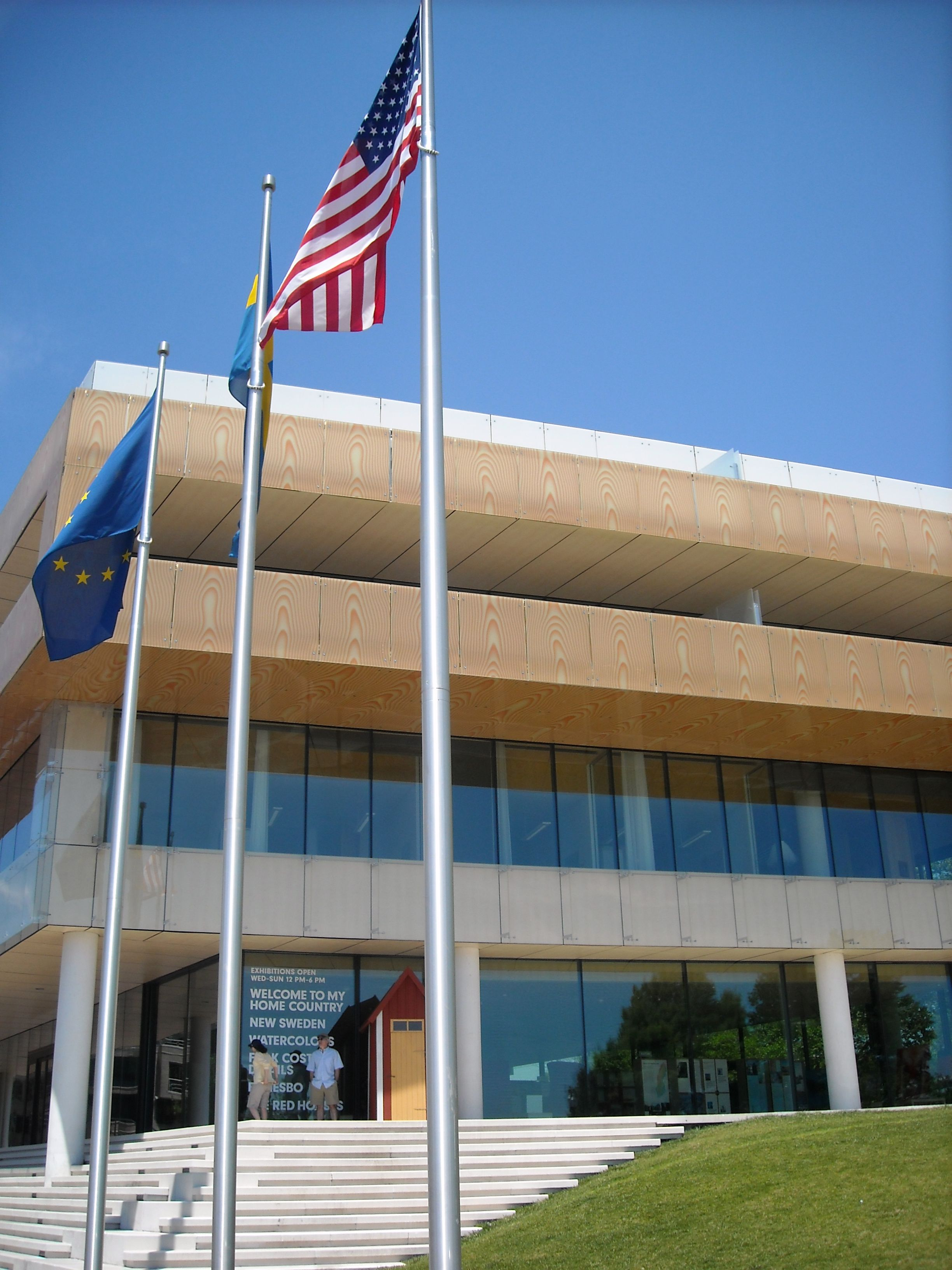
House of Sweden.

House of Sweden är en byggnad på 2900 K Street NW i Washington D.C., USA, som bland annat inhyser Sveriges ambassad i Washington och representanter för svenska företag. Från och med oktober 2009 inhyser byggnaden även Islands ambassad.
Huset ligger i stadsdelen Georgetown med en fasad helt i glas riktad mot Potomacfloden och är byggd på en tomt som anses vara ett av Washingtons mest attraktiva lägen. Den angränsar både mot ett parkområde med en roddarklubb och mot den krogtäta strandpromenaden vid Washington Harbour.
Byggnaden är ritad av arkitekterna Gert Wingårdh och Tomas Hansen, med inredning av glaskonstnären Ingegerd Råman. House of Sweden invigdes den 23 oktober 2006 av det svenska kungaparet i närvaro bland annat utrikesminister Carl Bildt och ambassadören Gunnar Lund. House of Sweden består av ett ambassadkansli, 19 lägenheter och ett ca 700 m² stort Event Center. Den har en stor takterrass med plats för evenemang och med fri utsikt mot Arlington, Watergatekomplexet samt Kennedy Center.
Ytan uppgår till 7 500 m² på fem våningsplan, med ambassaden på andra våningen. Paradsalarna är dels Anna Lindh Hall, dels Alfred Nobel Hall. Kostnaden för byggnaden har enligt Statens Fastighetsverk beräknats till 480 miljoner kronor. 
Gert Wingårdh tog emot Sveriges arkitekters Kasper Salin-pris 2007 för byggnaden.

## Fakta
- Total area: ca 6 400 m² + garage, ca 1 500 m²
- Byggstart: augusti 2004
- Inflyttning: vår/sommar 2006
- Invigning: 23 oktober 2006
- Byggherre: Statens fastighetsverk/Lano/Armada Harbourside L.L.C.
- Arkitekt: Wingårdh Arkitektkontor AB
- Hyresgäst: Utrikesdepartementet (UD) m fl
- Förvaltare: Statens fastighetsverk